# ELVO
ELVO is een Griekse autofabrikant gevestigd in Thessaloniki.

## Historie
ELVO werd in 1972 opgericht als filiaal van het Oostenrijkse Steyr Daimler Puch. Hier werden voertuigen van de serie Steyr 91 en Steyr 680M, de Steyr-tanks Kürassier, Leonidas en tractoren vervaardigd. Met de crisis van het moederbedrijf werd de fabriek in Steyr Hellas in 1986 verkocht aan de staat en wordt sindsdien onder de naam ELBO verhandeld.
De productie van tractoren werd stopgezet en vanaf 1988 werd de militaire afdeling uitgebreid met de hulp van het voormalige moederbedrijf Steyr-Puch. De Mercedes-Benz G-Klasse (zoals de W462-serie) en de Leopard 2 (Leopard 2A6 HEL) worden onder licentie geproduceerd. In 1993 werd de succesvolle busserie ELBO C93800 Europe gepresenteerd, die naar Singapore werd geëxporteerd.
Vanaf 2000 werd de fabriek weer in fasen geprivatiseerd en wordt nu beheerd door Mytilineos Holdings. In 2001 presenteerde het bedrijf de Aletis-cabriolet op de IAA (ontwikkeling met TWT en Pininfarina), die echter niet in serieproductie ging.

## Producten
- ELVO Bus (lagevloerbussen en touringcars)
- Neoplan trolleybussen
- Mercedes-Benz G-Klasse W462
- Hummer HMMWV M1114GR (4×4)
- ELBO Kentaurus Tank
- Leopard 2A6 HEL Tank